# Wulfsige (évêque de Londres)
Pour les articles homonymes, voir Wulfsige.
Wulfsige est un prélat anglais du début du Xe siècle. Il est évêque de Londres entre 900 et 909.

## Biographie
Wulfsige apparaît sur plusieurs chartes du roi Édouard l'Ancien entre 900 et 909. Comme il ne subsiste pas de chartes de la suite du règne d'Édouard, il est impossible de dater la fin de son épiscopat de manière précise. Dans les listes épiscopales, il figure après Heahstan, mort en 897, et avant Æthelweard, ou bien après Æthelweard et avant Leofstan.